# Dover
Dover – miasto i civil parish w południowo-wschodniej Anglii (Wielka Brytania), w hrabstwie Kent, w dystrykcie Dover, port nad kanałem La Manche. Punkt Anglii najbliższy Francji – jest oddalony od francuskiego portu Calais o 34 kilometry, dlatego też Dover nazywane jest „bramą Anglii”. W 2011 roku civil parish liczyła 31 022 mieszkańców.
Słynie z białych kredowych klifów, którym Anglia zawdzięcza swoją poetycką nazwę „Albion”. Między Dover a Calais i Dunkierką działa regularna żegluga promowa. Trasa Dover-Calais to najczęściej używana morska droga do Wielkiej Brytanii. Dover to miasto, w którym Kordian polemizuje na temat życia ludzkiego i zachwyca się pięknem ogrodu św. Jakuba (Kordian Juliusza Słowackiego, Akt II Scena I). Miasto jest znane także dzięki fortyfikacjom i zabytkom architektury militarnej; ogromna forteca-zamek z XII w. – Dover Castle, usytuowana na szczycie klifu. Panem tego zamku był Henryk II (1133–1189) – pierwszy z rodu Plantagenetów król Anglii. W mieście znajduje się stacja kolejowa Dover Priory. Dover zostało wspomniane w Domesday Book (1086) jako Dovera/Dovere.
W mieście krzyżują się drogi A2 Londyn – Canterbury – Dover, A20 Londyn – Folkestone – Dover, A256 Dover – St Peter’s i A258 Dover – Deal – Sandwich, z których A2 i A20 mają bezpośrednie połączenie z portem.

## Dover Athletic F.C.
W 1983 w mieście został założony klub piłkarski Dover Athletic F.C. W latach 1993–2002 oraz 2014–2012 uczestniczył w rozgrywkach Conference National oraz National League, stanowiących piąty poziom rozgrywkowy w Anglii.

## Zobacz też

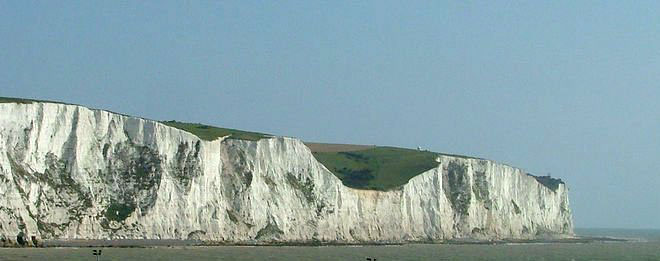
Białe klify w Dover

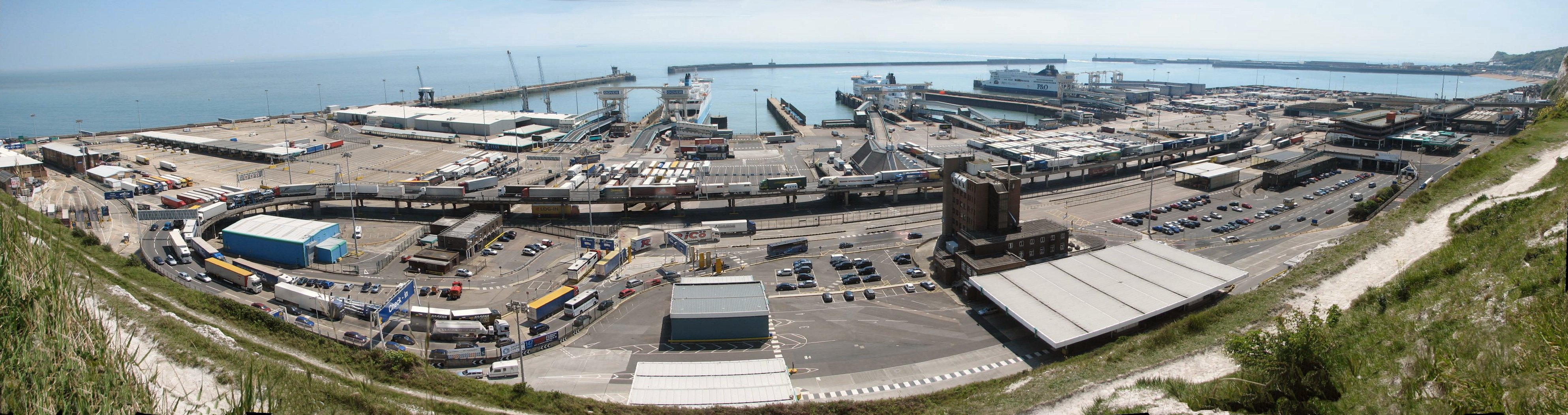
Port

## Miasta partnerskie
- Huber Heights
- Calais
- Split